# François Villaret
 (juillet 2025).
Motif : Sources obsolètes, des sources récentes sont nécessaires
- Archive Wikiwix
- Bing
- Cairn
- DuckDuckGo
- E. Universalis
- Gallica
- Google
- G. Books
- G. News
- G. Scholar
- Persée
- Qwant
- (zh) Baidu
- (ru) Yandex

| 1. | Préciser le motif de la pose du bandeau. | Précisez le motif de la pose du bandeau en utilisant la syntaxe suivante : {{admissibilité à vérifier\|date=août 2025\|motif=remplacez ce texte par le motif}}                         |
| 2. | Informer les utilisateurs concernés.     | Pensez à avertir le créateur de l'article, par exemple, en insérant le code ci-dessous sur sa page de discussion : {{subst:avertissement admissibilité à vérifier\|François Villaret}} |

François Villaret, né le 13 mars 1764 à Saint-Hippolyte-du-Fort et mort le 11 avril 1800 sur la Montagne-du-Désert (Savona, l'Italie ), est un fabricant de bas et un général de brigade (faisant fonction, comme chef - ou colonel - de brigade).

## Biographie
François Villaret, fils d’autre François et de Catherine Coulet appartenait à une vieille famille huguenote. En 1781, à l’âge de 17 ans, il entra au service au 59e régiment d'infanterie pour huit ans.
Deux ans après son congé de ce régiment, il figure sur le tableau des volontaires du district de Saint-Hippolyte : « François Villaret, 27 ans, faiseur de bas, garçon.» Il rejoint alors le 1er bataillon de volontaires nationaux du Gard.
Au cours de la Campagne d'Italie (1799-1801), il est mortellement blessé lors de les batailles autour d'Altare et de Savone et meurt à l'age de 36 ans.

### Etats de service[2]
- Soldat au régiment de Bourgogne (devenu 59e régiment d'infanterie), le 21 septembre 1781[2]
- Caporal (sans date)
- Congédié par ancienneté le 23 septembre 1789
- Chef du 1er bataillon de volontaires nationaux du Gard, le 9 septembre 1791
- Nommé adjudant général chef de brigade provisoire par les représentants du peuple près l'armée des Pyrénées occidentales, le 24 novembre 1794
- Resté à son bataillon et incorporé avec le grade de chef de bataillon dans la 14e demi-brigade de ligne, en juin 1795
- Incorporé dans la 63e demi-brigade de ligne le 19 janvier 1797
- Chef de brigade commandant cette demi-brigade le 15 juin 1799
- Tué sur la Montagne du Désert le 11 avril 1800.

## Plaque commémorative
Le 13 mai 1883, le conseil municipal de Saint-Hippolyte-du-Fort a voté la pose d’une plaque commémorative sur l’ancienne maison du général Villaret. En 2025 cette maison se trouve au n°4, place Villaret.
Outre cette plaque, la place sur laquelle se trouve sa maison natale porte donc également son nom, ainsi qu'une fontaine au centre de Saint-Hippolyte-du-Fort.

Retranscription du texte de la plaque:
```
Ici naquit en 1764
le Général de Brigade Villaret
mort au champ d'honneur 
en Italie
 en 1800
---
Allez, dit-il à ceux
qui voulaient le retirer du champ de bataille
vos efforts contre l'ennemi sont nécessaires
et votre secours me serait inutile
```

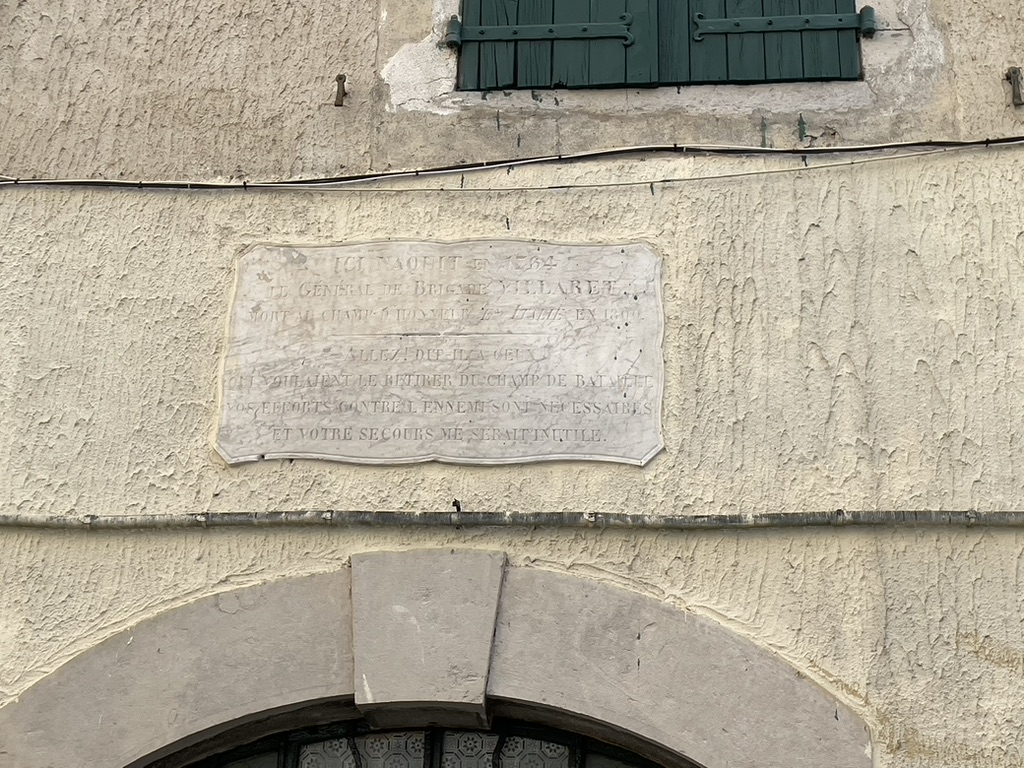
Plaque sur la maison natale du général François Villaret, place Villaret à Saint-Hippolyte-du-Fort (Gard)
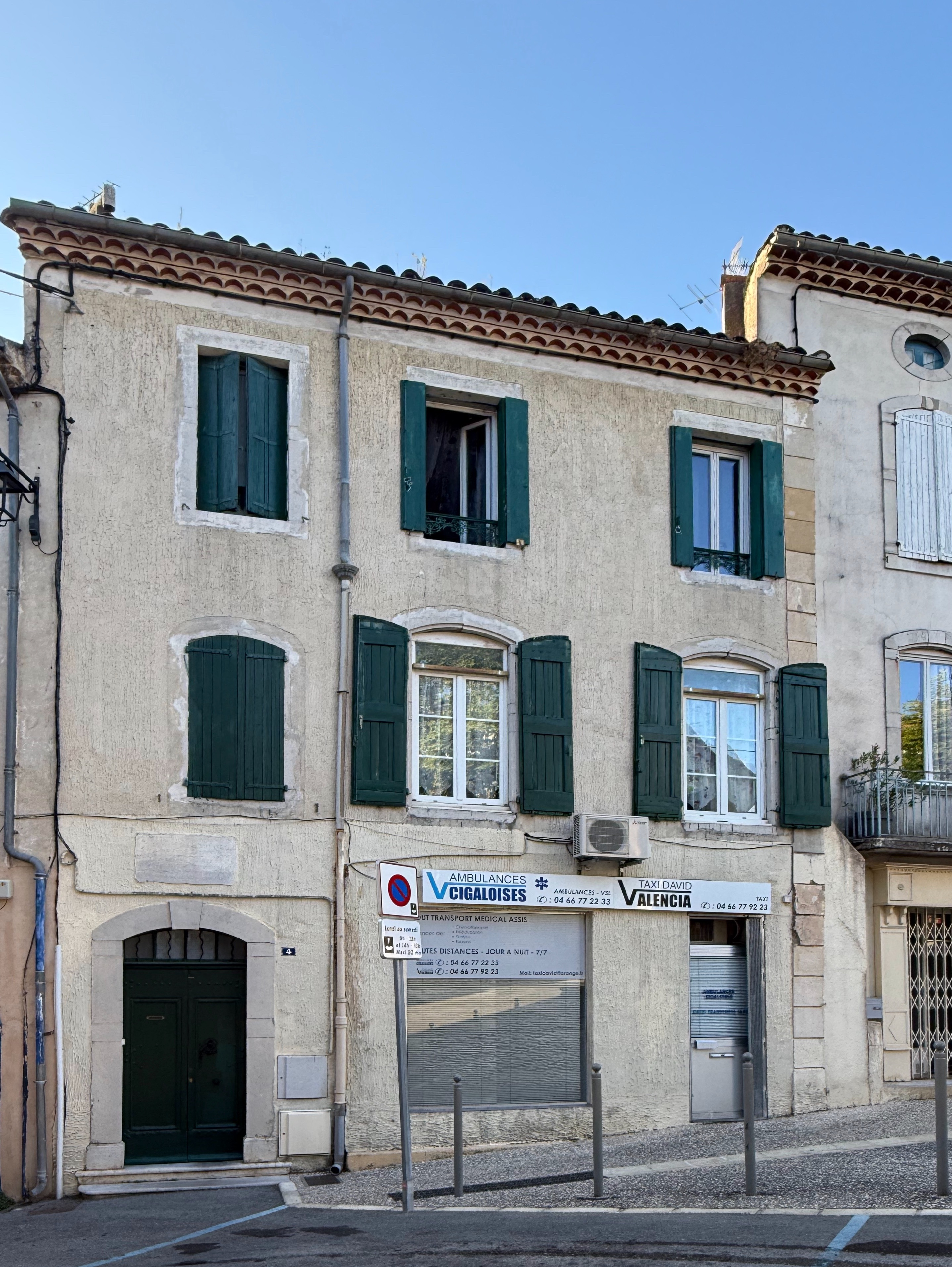
Maison natale du général François Villaret, Saint-Hippolyte-du-Fort
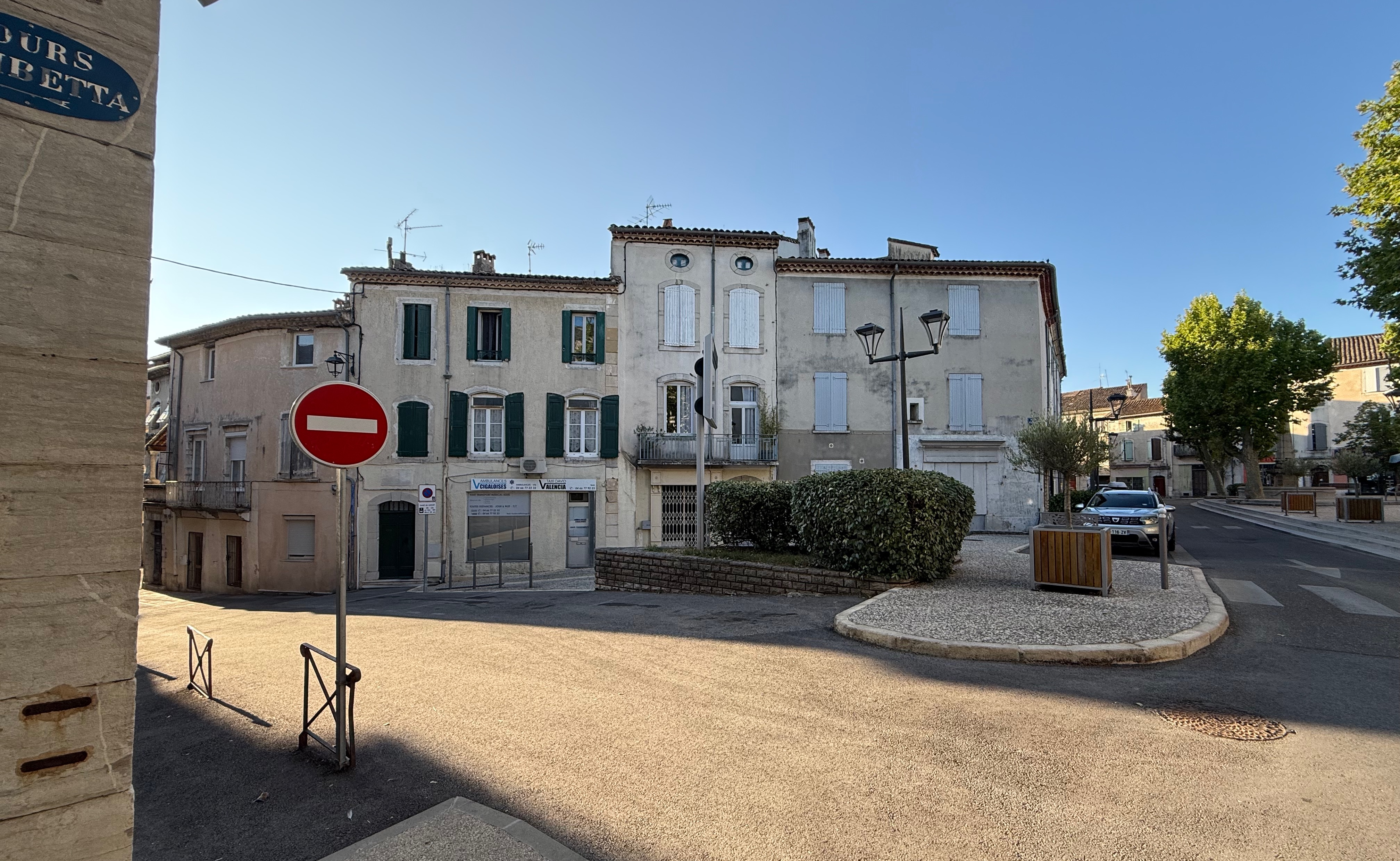
Place Villaret au centre ville de Saint-Hippolyte-du-Fort (Gard)

## Sources
- M.F. Rouvière (dir.), NEMAUSA - février et mars 1884, Deuxième année, Nîmes, s.n. (1re éd. 1884-02-01), 96 p. (présentation en ligne), p. 77
- M. Carle de Rash, L'Intermédiaire des chercheurs et curieux : Notes and queries français, Paris, B. Duprat (1re éd. 01 janvier 1896), 750 p. (BNF 34530094, présentation en ligne), p. 315-316